# Aktivní stárnutí
Aktivní stárnutí označuje novodobý progresivní přístup ke stárnutí a starým lidem, jehož cílem je zajištění vysoké kvality života v pozdním věku, zlepšení mezigeneračních vztahů a větší zapojení starších lidi do společnosti.  Hlavními pilíři jsou principy solidarity, respektu k individualitě a jedinečnosti.

## Vznik konceptu
Pojem aktivní stárnutí byl zaveden Světovou zdravotnickou organizací (WHO) jako reakce na tzv. demografickou revoluci, která je charakteristická poklesem míry porodnosti a úmrtnosti kvůli zlepšující se zdravotní péči. Mezi lety 1970 a 2025 je předpokládaný nárůst starší populace o 694 milionů neboli 223 procent. V roce 2025 je předpokládáno, že bude na světě až 1.2 miliard lidí starších šedesáti let. 
Právě kvůli celosvětovému stárnutí populace je dle WHO potřeba změna přístupu k otázkám začleňování seniorů do společnosti. Koncept aktivního stárnutí vychází ze zásad OSN pro seniory, které zahrnují pojmy jako nezávislost, zařazení do společnosti, péče, seberealizace a důstojnost. 
Aktivní stárnutí se vztahuje jak na jedince, tak i na skupiny lidí. Umožňuje lidem realizovat jejich potenciál pro fyzickou, sociální a mentální pohodu a zdraví v průběhu celého života a možnost participovat se ve společnosti dle jejich potřeb, přání a možností. Zároveň má poskytovat adekvátní ochranu, bezpečí a péči, když je potřeba.
Slovo „aktivní“ v tomto případě neoznačuje schopnost být fyzicky aktivní nebo se podílet a být součástí pracovní síly, ale označuje nepřetržitou participaci v sociálním, ekonomickém, kulturním, duchovním a občanském dění. 

## Ekonomický a společenský kontext
Zvyšující se počet starších lidí, klesající počet lidí v produktivním věku a zvyšování kvality života a zdravotnících služeb vedou k určitému ekonomickému riziku v podobě zvýšených výdajů v oblasti penzí a lékařské péče.
Řešení tohoto rizika tkví v přizpůsobení pracovního trhu k potřebám stárnoucí populace a určité reformy systémů důchodového pojištění, sociálních služeb a zdravotnické péče. 
Ve společenském kontextu staří lidé disponují mnoha kvalitami a mají potenciální přínos pro společnost -  například v podobě aktivit jako je dobrovolnictví a péče o blízké přátele, rodinu a domácnost nebo pozitivní charakteristiky jako je životní zkušenost, vyrovnanost, nadhled, zodpovědnost a spolehlivost.

## Organizace a programy podporující aktivní stárnutí

### Organizace spojených národů
16. prosince 1991 byly Valným shromážděním přijaty Zásady OSN pro seniory (rezoluce 46/91).  Zásady mají 18 bodů a věnují se pěti hlavním bodům – nezávislost, zařazení do společnosti, péče, seberealizace a důstojnost. 

### Světová zdravotnická organizace (WHO)
V roce 2002 vydala Světová zdravotnická organizace dokument Active Ageing: Policy Framework, který má za úkol představit plán, který podporuje a podněcuje obyvatelstvo ke zdravému a aktivnímu stáří.
Dokument je rozdělen na pět částí, ve kterých se WHO věnuje:
1. Celosvětový růst lidí nad 60 let v populaci.
2. Formulace programu a konceptu aktivního stárnutí, které má za cíl stát se úspěšnou politikou.
3. Shrnutí hlavních faktorů, které určují, zda jedinec prožije pozitivní a kvalitní průběh života. Mezi tyto faktory patří: ekonomické, sociálního prostředí, fyzického prostředí, behaviorální determinanty, determinanty pojící se ke zdraví, systému sociálních služeb a k osobním faktorům.
4. Popisuje sedm hlavních problematik pojících se ke stárnoucí populaci pro vládní, nevládní, akademické a soukromé sektor. Těmito problematikami jsou zdvojnásobená zátěž nemocemi, zvětšující se riziko postižení, poskytování péče pro stárnoucí populaci, feminizace stárnutí, etika a nespravedlnost, ekonomický kontext a vytvoření nového paradigmatu ohledně stáří.
5. Představuje politický rámec a konkrétní podněty pro klíčové politické návrhy, které mají sloužit jako základ pro více specifické kroky na regionálních, národních a lokálních úrovních Hlavními pilíři je participace, zdraví a bezpečí. [3]

### Evropská unie
V roce 2012 vyhlásila EU program s názvem Evropský rok aktivního stárnutí a mezigenerační solidarity 2012. Má za úkol zdůraznit podporu vitality a důstojnosti všech osob. Celkovým cílem programu bylo usnadnění vytvoření kultury aktivního stárnutí založené na společnosti vstřícné pro všechny věkové skupiny. Jedná se o program, do něhož se zapojila i Česká republika.

## Politika stárnutí v České republice
Koordinátorem politiky stárnutí je v případě České republiky Ministerstvo práce a sociálních věcí.
Mezi hlavní činnosti v oblasti politiky stárnutí patří například:
- osvěta (odborné konference, série různě zaměřených odborných kulatých stolů)

- pravidelná zasedání Rady vlády pro seniory a stárnutí populace

- pravidelné udělování Ceny Rady vlády pro seniory a stárnutí populace významným osobnostem

- mezinárodní spolupráce v oblasti přípravy na stárnutí
- dotace podporující politiku stárnutí na krajích, dotace pro proseniorské a seniorské organizace
- „Politika stárnutí na krajích“ – projekt z Evropského sociálního fondu
- „Národní akční plán podporující pozitivní stárnutí 2013 – 2017“ – strategický dokument politiky stárnutí[7]

### Národní akční plán podporující pozitivní stárnutí 2013 – 2017
Tento program a plán politiky stárnutí je hlavním výstupem Evropského roku aktivního stárnutí a mezigenerační solidarity. Bere v potaz otázku stárnoucí populace v České republice.
Jako pozitivní přínos starších osob bere dokument například cenné životní zkušenosti, vysokou odbornost a orientaci ve vykonávané profesi, názorovou stabilitou, větší odpovědnost, spolehlivost, rozvážnost, emoční stabilitou a celkovou větší vyzrálostí. Dále také představuje určitou problematiku související se zvýšenými nároky na systém sociální ochrany (především pak na systém sociálního pojištění a poskytování sociálně-zdravotní péče) a usuzuje, že tyto systému jsou nutné přizpůsobit k aktuálnímu demografickému vývoji.
Akční plán představuje sedm hlavních priorit, které mají určitou vizi konečeného výsledku programu. Tyto priority jsou rozděleny na strategické cíle, které jsou konkretizovány na cíle specifické. Každý specifický cíl má jasně danou prioritu, které se věnuje a uvádí jaká opatření se mají v určitém termínu zavést a kdo se na nach bude podílet.
Hlavní priority programu:
1. Zajištění a ochrana lidských práv starších osob Hlavní vizí tohoto bodu je zajištění seniorům plné požívání všech jejich práv a ochrana před projevy špatného zacházení a diskriminace na základě věku. Na splnění tohoto bodu se má podílet MPSV, MS, MV, MZ, Zmocněnkyně pro lidská práva, Rada vlády pro seniory a stárnutí populace, Veřejný ochránce práv, Soudcovská unie, místní a krajské samosprávy a neziskové organizace.
2. Celoživotní učení Tento bod představuje kontinuální proces získávání a rozvoje vědomostí, intelektových schopností a praktických dovedností v průběhu celého života. Koncept celoživotního učení často propojuje vzdělávání s pracovní aktivitou, umožňuje pružně reagovat na potřeby trhu práce, na kvalifikační požadavky zaměstnavatele a na zabezpečení zájmů a potřeb účastníků vzdělávacích aktivit. Hlavní vizí toho bodu je chápat a provozovat celoživotní učení jako přirozenou a funkční součást společnosti. Na tomto bodě se podílí MPSV, školy, vzdělávací instituce, nestátní organizace, Rada vlády pro NNO, podniky a výzkumné instituce.
3. Zaměstnávání starších pracovníků a seniorů ve vazbě na systém důchodového pojištění Tento bod má za úkol vytvořit vhodný důchodový systém za pomocí reforem. Hlavní vizí je, že jsou senioři bráni jako zkušení, vysoce odborní a vyzrálí pracovníci na trhu práce a zároveň existují flexibilní podmínky pro jejich postupný přechod z pracovní aktivity do starobního důchodu. Hlavní zodpovědnost za plnění této vize padá na MPSV.
4. Dobrovolnictví a mezigenerační spolupráce Hlavní vizí je změna předsudků vůči starým lidem a vytvoření společnosti, kde jsou senioři nedílnou, aktivní a samozřejmou součástí společnosti. Hlavními aktéry jsou zde MPSV, MŠMT, MV, MMR, MD, MZem, MK, MZ, MŽP, MS, MPO, MO, nestátní organizace a veřejnoprávní média.
5. Kvalitní prostředí pro život seniorů Shrnutím a hlavní vizí tohoto bodu je vytvoření kvalitního prostředí s odpovídající infrastrukturou, dostatečnou nabídkou bydlení a občanskou vybavenosti umožňující aktivní zapojení seniorů do komunitního života. Zodpovědnost v tomto bodě přebírá Rada vlády pro seniory a stárnutí populace, MPSV, místní a krajské samosprávy, MMR, MZ, a MD.
6. Zdravé stárnutí Tento bod propaguje zdravý životní styl a prevence nemocí jako základní předpoklad pro zvýšení kvality a prodloužení aktivního života ve stáří. Zodpovědnost nese hlavně MZ, MPSV a Státní zdravotní ústav.
7. Péče o nejkřehčí seniory s omezenou soběstačností Dle tohoto bodu má stár nabízet širokou nabídku provázaných sociálně-zdravotních služeb včetně zapojení pečovatelů, která bude reagovat na specifické potřeby nejkřehčích seniorů s omezenou soběstačností. Zodpovědnost nese MZ, MPSV[8]

### FRAM - Nový politický rámec pro aktivní, zdravé a důstojné stárnutí
Projekt financovaný EU a Ministerstvem zdravotnictví má za cíl vytvořit nový politický rámec, který by zlepšil kvalitu, přístupnost a finanční udržitelnost služeb zdravotní a dlouhodobé péče a zároveň navýšil ekonomický potenciál aktivních seniorů.